# Accademia di belle arti di Bologna
L'Accademia di belle arti di Bologna, nominata anche come Accademia Clementina, è un'istituzione di alta formazione artistica e culturale di rango universitario, con sede in via delle Belle Arti 54 a Bologna e con un distaccamento a Ravenna.
L'Accademia di belle arti di Bologna è regolata dal MIUR, nel comparto universitario dell'Alta formazione artistica e musicale, e rilascia diplomi accademici di 1º livello (laurea) e di 2º livello (laurea magistrale).
Si tratta d'una delle accademie di belle arti "storiche" e la sua fondazione risale al 1710.

## Origini e storia

### Le origini nel XVI secolo
Le origini risalgono al 1582 quando i Carracci fondarono a Bologna l'Accademia dei Desiderosi, che divenne nel 1590 Accademia degli Incamminati; dopo il declino della scuola carraccesca, a Bologna vi furono ulteriori tentativi di rifondare istituzioni per l'insegnamento artistico, ma senza successo.

### La fondazione nel XVIII secolo

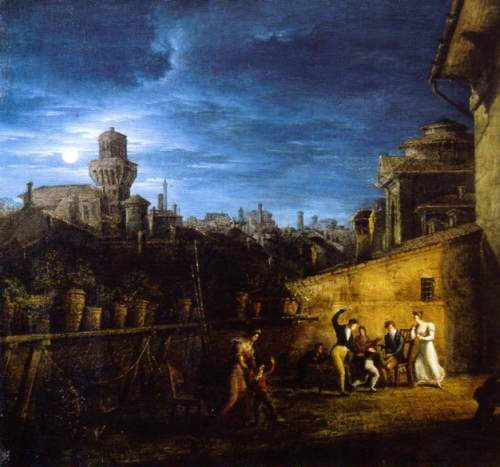
Antonio Basoli
Terrazzo nell'Accademia Pontificia di Belle Arti di Bologna, 1826

Nel 1706, Ercole Fava ed altri pittori, guidati da Giampietro Zanotti fondarono un'Accademia a Palazzo Fava che nel 1710, grazie al generale pontificio Luigi Ferdinando Marsili, fu annessa all'Istituto delle Scienze. Nel 1711 venne riconosciuto lo statuto da Papa Clemente XI, l'Accademia prese il nome di Clementina, trovando sede presso palazzo Poggi.
I grandi Maestri del Settecento che lavorarono presso l'accademia Clementina furono:
- Carlo Cignani
- Donato Creti
- Ferdinando Galli Bibbiena (1717)
- Giuseppe Galli Bibbiena (1721)
- Francesco Galli Bibbiena (1727)
- Vittorio Maria Bigari
- Ercole Lelli
- Angelo Venturoli
- Gaetano Gandolfi
- Francesco Rosaspina

Le prime importanti scuole dell'accademia Clementina furono:
- Pittura
- Scultura
- Architettura

Furono altresì istituiti alcuni importanti premi da assegnare agli studenti più meritevoli: il Marsili nel 1727 (divenuto Marsili-Aldrovandi nel 1752), il Fiori nel 1743 (in seguito a un lascito testamentario del banchiere bolognese Marco Antonio Fiori) e il Curlandese nel 1787 (grazie a una donazione di Pietro di Curlandia di passaggio a Bologna).

### L'occupazione napoleonica e l'unità d'Italia nel XIX secolo
L'accademia nazionale di belle arti, l'accademia pontificia di belle arti e l'accademia di belle arti di Bologna
Durante l'occupazione napoleonica a Bologna l'accademia Clementina fu soppressa e sostituita nel settembre del 1802 dall'accademia nazionale di belle arti di Bologna. Essa fu trasferita presso l'ex collegio gesuitico dove attualmente si trova, in via delle Belle Arti, seguendo il piano urbanistico dell'epoca, atto a concentrare le istituzioni di studio superiori in un'unica area della città.
Alle scuole originarie furono aggiunte
- Prospettiva
- Ornato
- Elementi di figura
- Incisione
- Anatomia
- Nudo

Furono istituiti nuovi premi, conservando i premi Curlandesi:
- premi di prima classe per gli artisti
- premi di seconda classe per gli studenti delle scuole

Furono inoltre previste delle pensioni artistiche a Roma.
Ogni anno, in occasione delle premiazioni, veniva organizzata un'esposizione pubblica delle opere degli studenti vincitori, oltre che di artisti, professori, dilettanti e amatori, che costituiva un importante evento per la vita artistica bolognese. L'Accademia fu così dotata di un'importante raccolta di opere.
Nel 1815, al ritorno del governo pontificio, l'accademia fu denominata accademia pontificia di belle arti, mentre l'offerta didattica rimase invariata.
Nel 1860, con l'Unità d'Italia, la struttura degli studi fu modificata e gli studenti delle classi superiori furono equiparati agli universitari:
Elementare
- Disegno d'ornato
- Disegno di figura
- Disegno d'architettura
- Prospettiva
- Studio preparatorio alla scultura

Superiore
- Pittura
- Scultura
- Architettura
- Ornato
- Decorazione
- Prospettiva
- Scenografia
- Paesaggio
- Incisione

Scuole sussidiarie
- Disegno dei gessi
- Nudo
- Anatomia pittorica
- Storia dell'arte

Nel 1877 l'insegnamento artistico fu suddiviso in:
- Preparatorio (un anno)
- Comune (tre anni)
- Speciale (due anni)
- La scuola di architettura divenne a ciclo unico (quattro anni).

### Le riforme del XX secolo
Dal vecchio ordinamento al nuovo ordinamento
Nel 1923 il regio decreto sulle Accademie di Belle Arti istituì il vecchio ordinamento didattico quadriennale (ancora attivo) che riconoscendo le arti visive, costò l'annessione dell'Architettura alle Università.
Nel 1999 venne emanata l'attuale legge di riforma, n. 508/99, ancora in fase sperimentale, che prevede la formula d'un triennio e biennio di specializzazione.
In questi anni vengono istituiti importanti premi:
- Premio Zucchelli
- Premio Giorgio Morandi (incisione)
- Premio Samp

### La situazione attuale del XXI secolo
L'Occupazione, i ricorsi e il primo commissariamento della storia dell'Accademia di Bologna.
Nel dicembre 2008 gli studenti dell'Accademia di Belle Arti di Bologna insorsero contro la direzione, occupando per una settimana l'istituto; l'occupazione si concluse con la rottura di una statua del Settecento, poche ore prima della fine prevista della protesta, per opera di uno studente cileno costituitosi alle autorità.
Il 18 dicembre 2009 il TAR dell'Emilia-Romagna ha accolto il ricorso presentato dal prof. Cesare Pacitti contro la nomina a direttore del prof. Mauro Mazzali, per violazione della Legge 132/03, che vieta agli organi di governo delle istituzioni AFAM di conseguire più di due mandati consecutivi; il ministero ha nominato per questi motivi l'ex direttore dell'Accademia di belle arti di Firenze, prof. Giuseppe Andreani, commissario ministeriale sino al 31 ottobre 2010.
Il 30 luglio 2010 è stato eletto direttore il prof. Adriano Baccilieri, al quale è succeduto, per sopraggiunti limiti d'età nell'ottobre dell'anno seguente, il Prof. Mauro Mazzali.
Nel luglio 2013 il mandato del direttore Mazzali è stato nuovamente dichiarato di fatto illegittimo dalla Sentenza N.00567/2013 del TAR dell'Emilia-Romagna, a seguito del ricorso N.1011/2009 presentato dal prof. Adriano Baccilieri, che determina l'illegittimità dell'ammissione della candidatura del Mazzali stesso e l'annullamento dei relativi atti da cui è risultata la nomina del Prof. Mazzali a direttore dell'Accademia.

## Offerta formativa

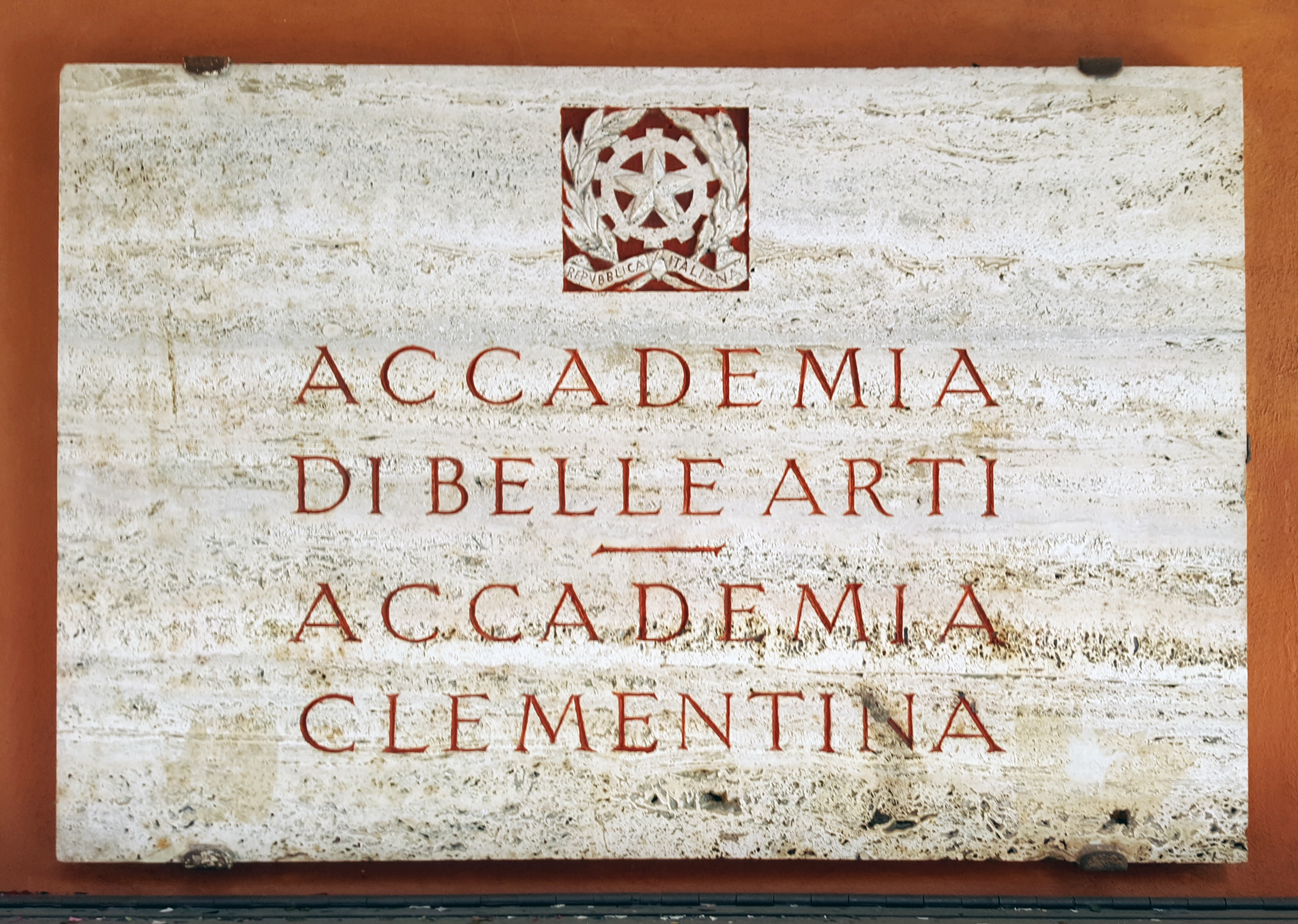
Placca dell'Accademia a fianco dell'ingresso

### Corsi di diploma accademico di 1º livello (triennali)
Dipartimento di arti visive
- Pittura
- Scultura
- Grafica d'arte
- Decorazione arte e ambiente

Dipartimento di progettazione e arti applicate
- Scenografia
- Design grafico
- Design di prodotto
- Fashion design
- Fumetto e illustrazione
- Linguaggi del cinema e dell'audiovisivo

Dipartimento di comunicazione e didattica dell'arte
- Didattica e comunicazione dell'arte

### Corsi di diploma accademico di 2º livello (biennali)
Dipartimento di arti visive
- Pittura / Arti visive
- Scultura
- Grafica d'arte
- Decorazione per l'architettura

Dipartimento di progettazione e arti applicate
- Scenografia e allestimenti
- Scenografia del teatro dell'Opera e del teatro musicale
- Linguaggi del fumetto
- Illustrazione per l'editoria
- Fashion design
- Fotografia

Dipartimento di comunicazione e didattica dell'arte
- Didattica dell'arte e mediazione culturale del patrimonio artistico

### Corsi di diploma accademico a ciclo unico (quinquennali)
Scuola di Restauro
- Restauro dei materiali lapidei, affreschi e mosaico
- Restauro dei dipinti, legno e contemporaneo
- Restauro del materiale librario, supporti fotografici, cinematografici e digitali

### Triennio e biennio di mosaico presso l'accademia di belle arti di Ravenna
Grazie a un accordo di collaborazione con l'Accademia di belle arti di Bologna, la storica accademia di belle arti di Ravenna, finanziata dall'amministrazione comunale, offre percorsi di alta formazione artistica in una città ricca di storia e cultura come Ravenna, pertanto sono stati attivati un triennio e un biennio di specializzazione unici al mondo, in mosaico, che conferiscono un diploma accademico di 1º e 2º livello.

## Design center
L'Accademia ospita al suo interno il Design Center dell'Emilia-Romagna.
Il Design Center è un progetto promosso dall'Accademia di Belle Arti di Bologna finanziato dall'assessorato attività produttive della regione Emilia-Romagna e dalla Fondazione Cassa di Risparmio in Bologna.
È una struttura di servizio, unica in Italia, atta a implementare economicamente le attività imprenditoriali, attraverso il design.